# Skaha Lake
Skaha Lake ist ein See im Süden der kanadischen Provinz British Columbia.

## Lage
Zu- und Abfluss ist der Okanogan River. Der See hat eine Oberfläche von 20 km², er hat eine Länge von 11,8 km und eine maximale Breite von 2,2 km. Der See wird vom Okanagan River gespeist, der in der Verbindung mit dem Okanagan Lakes kanalisiert ist. Der sogenannte Channel ist ein beliebtes Ausflugsziel der Bewohner von Penticton. Am nördlichen Ufer des Sees liegt der Regionalflughafen von Penticton. Erschlossen wird der See vom Highway 97, der weitgehend am Westufer des Sees verläuft. Am Westufer, 13 km südlich von Penticton, liegt die Gemeinde Kaleden. Dort zweigt Highway 3A nach Keremeos ab.
An der Südspitze des Sees liegt die Gemeinde Okanagan Falls. Abfluss des Sees ist wieder der Okanagan River, der südlich zur Staatsgrenze zwischen Kanada und den Vereinigten Staaten fließt.